# Laurence Rase
Laurence Rase (* 4. April 1977 in Mons) ist eine ehemalige Taekwondoin und Sportdirektorin des belgischen Taekwondo-Verbandes.

## Laufbahn
Rase begann im Alter von 14 Jahren mit dem Taekwondo, das bereits von ihren älteren Geschwistern betrieben wurde. Dahinter stand zunächst der Wunsch ihrer Mutter, die darauf bestand, dass ihre Töchter Selbstverteidigung beherrschten. Ab 1993 nahm Rase an internationalen Wettkämpfen teil und gewann in ihrer Karriere mehrere internationale Turniere. Ihr größter Erfolg war der Europameistertitel in der Klasse über 72 kg. Auch bei Weltmeisterschaften konnte sie zweimal Medaillen gewinnen. 2004 nahm sie an den Olympischen Spielen von Athen teil und unterlag dort im Viertelfinale der Brasilianerin Natalia Silva Falavigna.
Nach ihrer Karriere als Athletin wurde Rase 2010 Sportdirektorin des flämischen Verbandes und zuständig für die Betreuung und Förderung von Spitzenathleten in Belgien. Der sportliche Erfolg des belgischen Nationalteams, das in den letzten Jahren mehrere junge Europa- und Weltmeister stellte, ist auch Rase zuzuschreiben.

## Leben
Neben dem Sport studierte Rase Politikwissenschaften in Antwerpen und erwarb zusätzlich einen juristischen Abschluss an der Universität Lüttich. Sie ist Mutter eines Sohnes.